# La Revancha
La Revancha foi uma telenovela venezuelana da Venevision transmitida originalmente em 1989 foi protagonizada por Rosalinda Serfaty, Jean Carlos Simancas e Abril Mendez.
Foi exibida no Brasil pela RecordTV entre 29 de março a 15 de dezembro de 1994 às 20h30.
Foi exibida também pela extinta Rede Mulher entre 15 de setembro de 1997 a 20 de junho de 1998.
Foi a primeira telenovela venezuelana, a ser apresentada como folhetim e transmitida na TVI em 1993, no horário do fim de tarde. Tornou-se um relativo sucesso, sendo quase uma novidade as novelas latinas. Era emitida de segunda a sexta, com um compacto ao sábado. Foi substituída por Cara sucia (Estrela em Portugal).

## Sinopse
Fernando Maldonado, um homem envolvido em negócios ilícitos, mata Leônidas Torrealba, o proprietário de uma fazenda vizinha, a fim de lhe tomar sua propriedade. A criada de Leônidas, é testemunha oculta do crime e foge com as duas filhas de seu patrão. As duas são separadas e crescem sem se conhecer.
Vinte anos depois, Isamar Medina, o nome dado à Mariana, uma das filhas perdidas do senhor Torrealba, cresce e torna-se uma bela mulher, uma figura muito popular onde vive, em uma pequena cidade, onde seu verdadeiro pai possuía terras que foram roubadas por Fernando Maldonado. Para sua proteção, seus pais adotivos não revelaram sua verdadeira identidade.
Passado esse longo período, Isamar se apaixona por Alexandre, um homem rico que traz consigo muita felicidade. Porém esse amor se torna inconveniente, quando ela descobre que Alexandre é filho de Fernando Maldonado.
Ao mesmo tempo, a outra filha de Leônidas, Martha, que sempre esteve separada de Martha, aparece com desejos de vingança pela morte de seu pai. Também se apaixona por Alexandre e a necessidade de vingança se une aos ciúmes que afeta as duas irmãs.
Quando as duas descobrem o laço que as une, juntarão suas forças para vingar a morte de seu pai. Agora, o amor começa a tomar a frente dessa situação e uma das irmãs encontrará o verdadeiro amor ao lado do assassino de seu pai.

## Elenco
- Rosalinda Serfaty - Isamar Medina / Mariana Torrealba
- Jean Carlos Simancas - Alejandro Maldonado
- Abril Méndez - Marta Aguirre / Marta Torrealba
- Daniel Alvarado - Reinaldo Maldonado
- Chelo Rodriguez - Aurora Maldonado
- Rafael Briceño - Padre Zacarías
- Carmen Julia Alvarez - Elisenda Maldonado
- Orángel Delfín - Fernando Maldonado
- Francisco Ferrari - José Ramón
- Victor Cárdenas - Guillermo Maldonado
- Yanis Chimara - José Luis
- Reinaldo Lancaster - Leónidas
- Sandra Juhasz - Mercedes
- Luis Gerardo Nuñez - Julio César
- Rafael Romero - Alselmo
- Carolina Muziotti
- Martha Carbillo
- Miguel de León - Leonardo
- Esperanza Magaz - Providencia
- Simon Pestana - Argenis
- Marcos Moreno
- Judith Vásquez - Sandra Castillo
- Hans Christopher - Luigi
- Eduardo Luna
- Eduardo Parra
- Emily Gianche
- Teresa Cárdenas
- Daniela Alvarado - Gabriela
- Tatiana Capote
- Maria Elena Heredia - Hortencia
- Julio Pereira
- Marcelo Rodriguez - Alberto Hernández
- Virginia Vera - Brígida

## Versões
- Foi feita uma nova versão desta telenovela realizada por Venevisión e Fonovideo em 2000 e protagonizada pela colombiana Danna García e o venezuelano Jorge Reyes.